# Xavantina
Xavantina är en kommun i Brasilien.   Den ligger i delstaten Santa Catarina, i den södra delen av landet, 1 300 km söder om huvudstaden Brasília. Antalet invånare är 4 142.
I omgivningarna runt Xavantina växer huvudsakligen savannskog. Runt Xavantina är det ganska tätbefolkat, med 58 invånare per kvadratkilometer.